# بليسترشوس
بليسترشوس (باليونانية: Πλείσταρχος)هو ابن ليونيداس الأول، والملك الثامن عشر لأسبرطة من سلالة أجيداي، وأب بليستوانكس الذي سيخلف الحكم من بعده.

## وصلات خارجية
- بليسترشوس. (باللغة الإنجليزية)